# Leichtathletik-Weltmeisterschaften 2013/Teilnehmer (Bangladesch)
| Gelbes Symbol für Goldmedaillen mit stilisierten Olympischen Ringen | Graues Symbol für Silbermedaillen mit stilisierten Olympischen Ringen | Braundes Symbol für Bronzemedaillen mit stilisierten Olympischen Ringen |
| ------------------------------------------------------------------- | --------------------------------------------------------------------- | ----------------------------------------------------------------------- |
| —                                                                   | —                                                                     | —                                                                       |

Der Leichtathletikverband Bangladeschs nominierte einen Athleten für die Leichtathletik-Weltmeisterschaften 2013 in der  russischen Hauptstadt Moskau.

## Ergebnisse

### Männer

#### Laufdisziplinen
| Athlet        | Disziplin | Qualifikation | Qualifikation | Vorlauf            | Vorlauf            | Halbfinale         | Halbfinale         | Finale             | Finale             |
| Athlet        | Disziplin | Zeit          | Platz         | Zeit               | Platz              | Zeit               | Platz              | Zeit               | Platz              |
| ------------- | --------- | ------------- | ------------- | ------------------ | ------------------ | ------------------ | ------------------ | ------------------ | ------------------ |
| Masbah Ahmmed | 100 m     | 11,23 s       | 20            | nicht qualifiziert | nicht qualifiziert | nicht qualifiziert | nicht qualifiziert | nicht qualifiziert | nicht qualifiziert |